# Вершник закону (фільм, 1935)
«Вершник закону» (англ. The Rider of the Law) — вестерн 1935 року режисера Роберта Н. Бредбері.

## В ролях
| Актор              | Роль             |
| ------------------ | ---------------- |
| Боб Стіл           | Боб Марлоу       |
| Гертруда Мессінгер | Енн Карвер       |
| Сі Дженкс          | Баффало Брейді   |
| Ллойд Інгрехам     | полковник Карвер |
| Джон Елліотт       | мер              |
| Ерл Двайр          | Бритва Толлівер  |
| Форрест Тейлор     | гравець          |
| Джек Кірк          | Джейк Толлівер   |